# The Magic Flame
The Magic Flame é um filme de drama estadunidense de 1927 dirigido por Henry King e escrito por Bess Meredyth. Protagonizado por Ronald Colman e Vilma Bánky, recebeu uma indicação na 1ª cerimônia do Oscar na categoria de melhor fotografia.

## Elenco
- Ronald Colman - Tito, o palhaço
- Vilma Bánky - Bianca, a acrobata
- Agostino Borgato
- Gustav von Seyffertitz - Chanceler
- Harvey Clark
- Shirley Palmer - Esposa
- Cosmo Kyrle Bellew - Marido
- George Davis
- André Cheron
- Vadim Uraneff
- Meurnier-Surcouf - Sword Swallower
- Paoli - Weight Thrower
- William Bakewell
- Austen Jewell